# Gene nuclear
Um gene nuclear é um gene localizado no núcleo da célula de um eucariota. O termo é usado para distinguir genes nucleares a partir dos genes  mitocondriais. No caso de plantas, esse também se encontra nos cloroplastos, que hospedam seu próprio sistema genético e podem produzir proteínas a partir do zero. 
O termo "gene" na maioria das vezes refere-se a genes nucleares. Acredita-se que os genomas distintos de eucariotas tenham surgido por meio de relações  simbióticas. A mitocôndria representa um Eubacterium que integrado na fisiologia da sua célula  hospedeira de archaea a um ponto tal que se tornou um componente da célula integral, ou organelo.
Os genes nucleares representam o genoma da célula hospedeira original, enquanto ambos os organelos ainda retêm um genoma pequeno, embora muitos dos genes das organelas tenham movido para o núcleo durante o curso da evolução. A maioria das proteínas de uma célula é o produto de ARN  mensageiro transcrito a partir de genes nucleares, incluindo a maioria das proteínas de organelos, que são produzidas no citoplasma como todos os produtos de genes nucleares e, em seguida, transportados para o organelo. 
Além disso, existem genes nucleares que codificam RNAs reguladores não-traduzidas. Os genes no núcleo estão dispostos de forma linear sobre  cromossomas, que servem como andaime para a replicação e a regulação da expressão do gene. Como tal, eles estão geralmente sob rigoroso controlo da quantidde de número de copias, o que origina uma replicação única por cada ciclo celular.